# Cape Epic

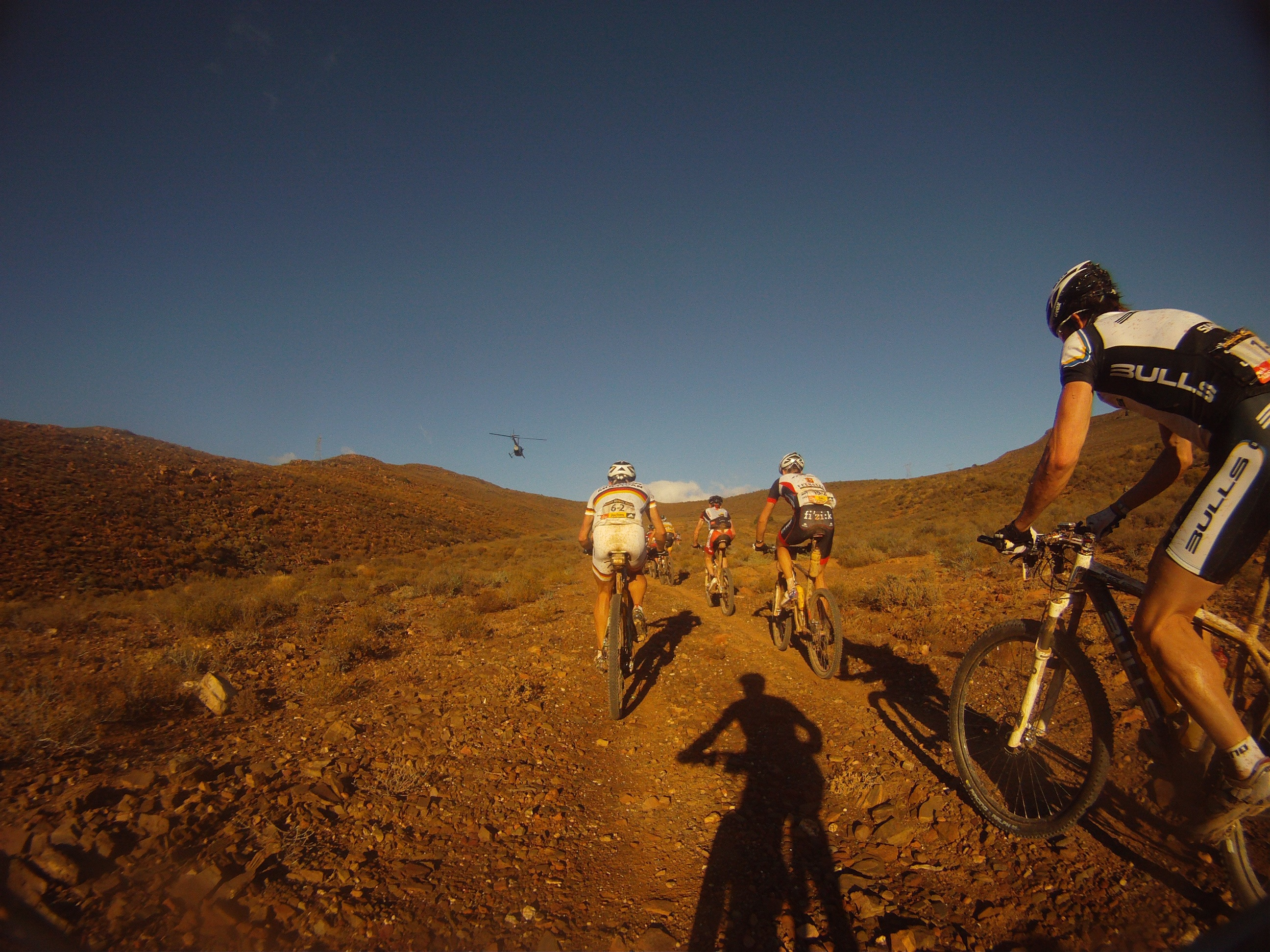
Cape Epic, stage 5

De Cape Epic is een meerdaagse mountainbikewedstrijd in Zuid-Afrika, die sinds 2004 in maart verreden wordt. Hij staat bekend als een zware MTB-meerdaagse.

## Concept
Het concept is uniek in de MTB, de rijders rijden niet alleen maar in duo. De Cape Epic bestaat uit meerdere etappes, eenzelfde duo moet samen over de meet komen. Wie op het einde van alle etappes de beste tijd heeft wint.
De deelnemers worden in verschillende klassen onderverdeeld. Zo zijn er klassementen voor mannelijke en vrouwelijke profs, er is ook een klassement voor gemengde duo's. Voor amateurs is er het master klassement. Sinds 2013 is er ook een klassement voor de mannen van plus 50 jaar: de grand masters.

## Winnaars
| Jaar | Mannen                            | Vrouwen                               | Gemengd                             | Masters                                | Grand Masters                   |
| ---- | --------------------------------- | ------------------------------------- | ----------------------------------- | -------------------------------------- | ------------------------------- |
| 2024 | Matthew Beers Howard Grotts       | Anne Terpstra Nicole Koller           | Riaan Weideman Samantha Sanders     | Karl Platt Tomás Misser Vilaseca       | Oliver Imfeld Thomas Jauner     |
| 2023 | Matthew Beers Christopher Blevins | Kim Le Court Vera Looser              | Ibon Zugasti Alice Pirard           | Karl Platt Tomás Misser Vilaseca       | Abraão Azevedo Bart Brentjens   |
| 2022 | Georg Egger Lukas Baum            | Haley Batten Sofia Gomez Villafane    | Mannie Heymans Genevieve Weber      | Karl Platt Christoph Sauser            | Abraão Azevedo Bart Brentjens   |
| 2021 | Matthew Beers Jordan Sarrou       | Sina Frei Laura Stigger               | Laura Stark Sebastian Stark         | Craig Uria Andrew Duvenage             | Bart Brentjens Peter Vesel      |
| 2020 | Afgelast vanwege coronapandemie   | Afgelast vanwege coronapandemie       | Afgelast vanwege coronapandemie     | Afgelast vanwege coronapandemie        | Afgelast vanwege coronapandemie |
| 2019 | Nino Schurter Lars Forster        | Anna van der Breggen Annika Langvad   | Sebastian Stark Laura Stark         | José Antonio Hermida Joaquim Rodríguez | Abraão Azevedo Bart Brentjens   |
| 2018 | Howard Grotts Jaroslav Kulhavý    | Kate Courtney Annika Langvad          | Nicky Giliomee Brennan Anderson     | Massimo Debertolis Ondrej Fojtik       | Robert Sim Udo Bölts            |
| 2017 | Nino Schurter Matthias Stirnemann | Jennie Stenerhag Esther Süss          | Jenny Rissveds Thomas Frischknecht  | Cadel Evans George Hincapie            | Bärti Bucher Heinz Zörweg       |
| 2016 | Karl Platt Urs Huber              | Ariane Kleinhans Annika Langvad       | Jean-Francois Bossier Fanny Bourdon | Bart Brentjens Abraão Azevedo          | Robert Sim Udo Bölts            |
| 2015 | Christoph Sauser Jaroslav Kulhavý | Ariane Kleinhans Annika Langvad       | Peter Vesel Ivonne Kraft            | Bart Brentjens Abraão Azevedo          | Bärti Bucher Heinz Zörweg       |
| 2014 | Robert Mennen Kristian Hynek      | Ariane Kleinhans Annika Langvad       | Yannick Lincoln Aurelie Halbwachs   | Bart Brentjens Abraão Azevedo          | Andrew Mclean Heinz Zörweg      |
| 2013 | Christoph Sauser Jaroslav Kulhavý | Yolande Speedy Catherine Williamson   | Ariane Kleinhans Erik Kleinhans     | Nico Pfitzenmaier Abraão Azevedo       | Bärti Bucher Heinz Zörweg       |
| 2012 | Christoph Sauser Burry Stander    | Sally Bigham Esther Süss              | Ariane Kleinhans Erik Kleinhans     | Bart Brentjens Jan Weevers             | NVT                             |
| 2011 | Christoph Sauser Burry Stander    | Sally Bigham Karien van Jaarsveld     | Esther Süss Bärti Bucher            | Carsten Bresser Udo Bölts              | NVT                             |
| 2010 | Karl Platt Stefan Sahm            | Kristine Nørgaard Anna-Sofie Nørgaard | Yolande Speedy Paul Cordes          | Andrew Mclean Shan Wilson              | NVT                             |
| 2009 | Karl Platt Stefan Sahm            | Sharon Laws Hanlie Booyens            | Alison Sydor Nico Pfitzenmaier      | Doug Brown Bärti Bucher                | NVT                             |
| 2008 | Roel Paulissen Jakob Fuglsang     | Pia Sundstedt Alison Sydor            | Ivonne Kraft Nico Pfitzenmaier      | Doug Brown Bärti Bucher                | NVT                             |
| 2007 | Karl Platt Stefan Sahm            | Anke Erlank Yolande De Villiers       | Yolande Speedy Paul Cordes          | Andrew Mclean Damian Booth             | NVT                             |
| 2006 | Christoph Sauser Silvio Bundi     | Sabine Grona Kerstin Brachtendorf     | Dolores Maechler Severin Rupp       | Linus van Onselen Geddan Ruddock       | NVT                             |
| 2005 | Roel Paulissen Bart Brentjens     | Hannele Steyn-Kotze Zoe Frost         | Anke Moore Nic White                | Friedrich Coleske Doug Brown           | NVT                             |
| 2004 | Mannie Heymans Karl Platt         | Hanlie Booyens Sharon Laws            | Kirsten Rösel Robert Eder           | Frank Soll Duncan English              | NVT                             |

## Meervoudige winnaars
| Van Jaar | T/m Jaar | Land                | Atleet            | Man | Vro | Mix | Mas | GMa | Totaal |
| -------- | -------- | ------------------- | ----------------- | --- | --- | --- | --- | --- | ------ |
| 2004     | 2023     | Duitsland           | Karl Platt        | 5   | 0   | 0   | 2   | 0   | 7      |
| 2006     | 2022     | Zwitserland         | Christoph Sauser  | 5   | 0   | 0   | 1   | 0   | 6      |
| 2007     | 2010     | Duitsland           | Stefan Sahm       | 3   | 0   | 0   | 0   | 0   | 3      |
| 2013     | 2018     | Tsjechië            | Jaroslav Kulhavý  | 3   | 0   | 0   | 0   | 0   | 3      |
| 2005     | 2008     | België              | Roel Paulissen    | 2   | 0   | 0   | 0   | 0   | 2      |
| 2011     | 2012     | Zuid-Afrika         | Burry Stander     | 2   | 0   | 0   | 0   | 0   | 2      |
| 2017     | 2019     | Zwitserland         | Nino Schurter     | 2   | 0   | 0   | 0   | 0   | 2      |
| 2021     | 2023     | Zuid-Afrika         | Matthew Beers     | 2   | 0   | 0   | 0   | 0   | 2      |
| 2005     | 2023     | Nederland           | Bart Brentjens    | 1   | 0   | 0   | 4   | 4   | 9      |
| 2004     | 2022     | Namibië             | Mannie Heymans    | 1   | 0   | 1   | 0   | 0   | 2      |
| 2014     | 2019     | Denemarken          | Annika Langvad    | 0   | 5   | 0   | 0   | 0   | 5      |
| 2012     | 2016     | Zwitserland         | Ariane Lüthi      | 0   | 3   | 2   | 0   | 0   | 5      |
| 2011     | 2017     | Zwitserland         | Esther Süss       | 0   | 2   | 1   | 0   | 0   | 3      |
| 2004     | 2009     | Zuid-Afrika         | Hanlie Booyens    | 0   | 2   | 0   | 0   | 0   | 2      |
| 2004     | 2009     | Verenigd Koninkrijk | Sharon Laws       | 0   | 2   | 0   | 0   | 0   | 2      |
| 2011     | 2012     | Verenigd Koninkrijk | Sally Bigham      | 0   | 2   | 0   | 0   | 0   | 2      |
| 2007     | 2013     | Zuid-Afrika         | Yolande Speedy    | 0   | 1   | 2   | 0   | 0   | 3      |
| 2008     | 2009     | Canada              | Alison Sydor      | 0   | 1   | 1   | 0   | 0   | 2      |
| 2008     | 2013     | Zuid-Afrika         | Nico Pfitzenmaier | 0   | 0   | 2   | 1   | 0   | 3      |
| 2007     | 2010     | Zuid-Afrika         | Paul Cordes       | 0   | 0   | 2   | 0   | 0   | 2      |
| 2012     | 2013     | Zuid-Afrika         | Erik Kleinhans    | 0   | 0   | 2   | 0   | 0   | 2      |
| 2008     | 2015     | Duitsland           | Ivonne Kraft      | 0   | 0   | 2   | 0   | 0   | 2      |
| 2019     | 2021     | Duitsland           | Laura Stark       | 0   | 0   | 2   | 0   | 0   | 2      |
| 2019     | 2021     | Duitsland           | Sebastian Stark   | 0   | 0   | 2   | 0   | 0   | 2      |
| 2013     | 2015     | Zwitserland         | Bärti Bucher      | 0   | 0   | 1   | 2   | 3   | 6      |
| 2015     | 2021     | Tsjechië            | Peter Vesel       | 0   | 0   | 1   | 0   | 1   | 2      |
| 2013     | 2023     | Brazilië            | Abraão Azevedo    | 0   | 0   | 0   | 4   | 3   | 7      |
| 2005     | 2009     | Zuid-Afrika         | Doug Brown        | 0   | 0   | 0   | 3   | 0   | 3      |
| 2007     | 2014     | Zuid-Afrika         | Andrew Mclean     | 0   | 0   | 0   | 2   | 1   | 3      |
| 2011     | 2018     | Duitsland           | Udo Bölts         | 0   | 0   | 0   | 1   | 2   | 3      |
| 2013     | 2015     | Oostenrijk          | Heinz Zörweg      | 0   | 0   | 0   | 0   | 4   | 4      |
| 2016     | 2018     | Zuid-Afrika         | Robert Sim        | 0   | 0   | 0   | 0   | 2   | 2      |

Kampioenschappen:  Olympische Spelen ·
 Wereldkampioenschappen ·
WK marathon ·
 Europese kampioenschappen
 Belgie ·
 Denemarken ·
 Duitsland ·
 Finland ·
 Frankrijk ·
 Groot-Brittannië ·
 Italie ·
 Nederland ·
 Oostenrijk ·
 Polen ·
 Zwitserland
Klassementen:  Wereldbeker ·
 3 Nations Cup
Meerdaagse wedstrijden  Cape Epic ·
 Transalp Challenge ·
 Crocodile Trophy ·
 Belgian Mountainbike Challenge
Eendaagse wedstrijden:  Grand Prix d’Europe ·
 Hondsrug Classic ·
 Roc d'Ardenne ·
 Roc d'Azur ·
 Salzkammergut Trophy ·
 Sea Otter Classic ·
 Stappenbelt MTB Trophy
Strandraces:  De Panne Beach Endurance ·
 Egmond-pier-Egmond ·
 Hoek van Holland-Den Helder
Historisch:  Benelux Cup ·  Belgian MTB Grand Prix ·  MTB Topcompetitie